# Famille de Corbières
La famille de Corbières est une famille de seigneurs fribourgeois.

## Histoire
La famille est citée pour la première fois sur la pancarte de Rougemont en 1115,. L'influence de la famille s'étendait jusqu'en Valais.
En raison de l'enchevêtrement de biens et de droits, entre les Corbières, les Gruyère et les Grandson, certains historiens considèrent que ces familles auraient une origine commune,.
La famille de Vuippens est une branche cadette de la famille de Corbières.
En 1249 ou 1250, la seigneurie de Corbières est partagée. Girard reçoit Charmey et Richard Bellegarde.
Mermet de Corbières est châtelain de Châtel-Saint-Denis de 1350 à 1352 et châtelain de Grassbourg de 1356 à 1359.
Rodolphe de Bellegarde est châtelain de Gessenay dès 1401.

## Fondateurs et bienfaiteurs d'abbayes
Girard de Corbières-Charmey est le fondateur de la chartreuse de La Valsainte.

## Possessions

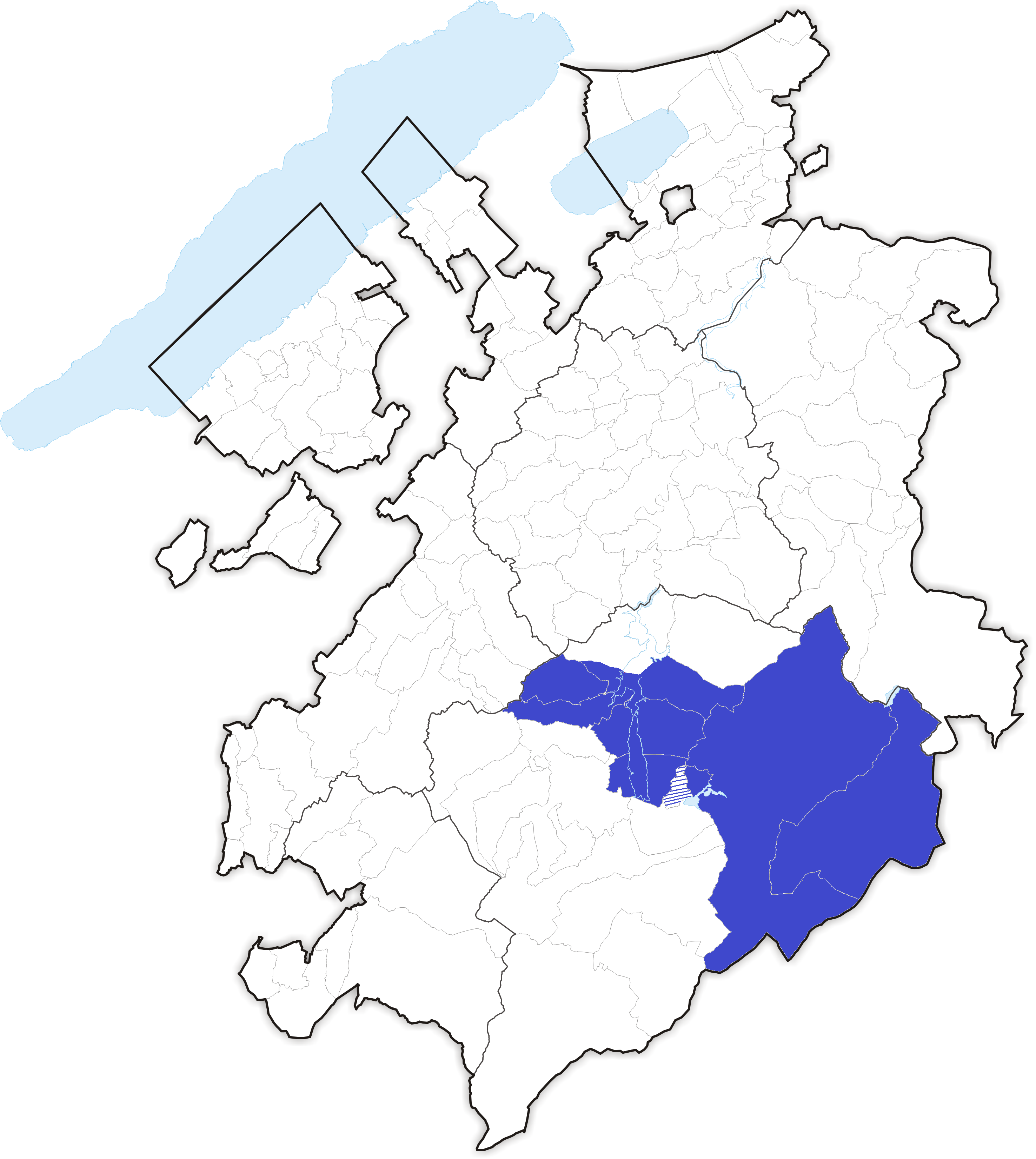
Carte de la seigneurie de Corbières avant le détachement de Vuippens

La famille possède la seigneurie de Corbières ainsi que des biens en Valais.
Guillaume V possède des dîmes à Riaz, qu'il tient d'Yblet de Belmont.
En 1350, Mermet et Perrod de Corbières possèdent des biens à Lutry et à Villarzel qu'ils tiennent de l'évêque de Lausanne.
En 1502, Jacques de Bellegarde vend à Fribourg sa part de la seigneurie de Bellegarde.

## Filiation
- Pierre de Corbières[14]
  - Brunecense de Corbières
  - Pierre de Corbières
  - Ulric de Corbières
  - Conon de Corbières
    - Guillaume III de Corbières
      - Henri de Corbières
      - Guillaume IV de Corbières
        - Rolet de Corbières

      - Rodolphe de Corbières
        - Guillaume V de Corbières
          - Mermet de Corbières
          - Perrod de Corbières
          - Jaquette de Corbières
          - Agnès de Corbières
          - Béatrice de Corbières
          - Julie de Corbières

      - Marguerite de Corbières, ép. de Perrod de Gruyère

    - Pierre de Corbières
    - Henri de Corbières
    - Rodolphe de Corbières
    - Pétronille de Corbières
    - Marguerite de Corbières
    - Girard Ier de Corbières-Charmey
      - Ulric de Corbières-Charmey
      - Girard II de Corbières-Charmey
        - Jeannette de Corbières-Charmey

    - Richard de Corbières-Bellegarde
      - Rodolphe de Corbières-Bellegarde
      - Conon de Corbières-Bellegarde
      - Jean de Corbières-Bellegarde
      - fille au prénom inconnu
      - Agnellette de Corbières-Bellegarde

  - Henri de Corbières